# Gilles Reithinger
Gilles Reithinger (ur. 25 listopada 1972 w Miluzie) – francuski duchowny rzymskokatolicki, misjonarz, biskup pomocniczy Strasburga od 4 lipca 2021 do 14 lutego 2024. 

## Życiorys
Urodził się 25 listopada 1972 w Miluzie jako najstarszy z trójki dzieci Paulette i Jean-Marie Reithingerów. Po maturze, koncentrując się przede wszystkim na biologii, we wrześniu 1991 wstąpił do Wyższego Seminarium Duchownego w Strasburgu. Podczas studiów rozpoznał powołanie do życia misyjnego ad extra. W latach 1994–1996 był na misjach na Madagaskarze. Tam służył m.in. w organizowaniu dystrybucji posiłków oraz uczył języka francuskiego w diecezji Ambatondrazaka. W czerwcu 1997 uzyskał tytuł magistra teologii na Uniwersytecie Marca Blocha w Strasburgu.
Wyświęcony na diakona 21 czerwca 1998, został inkardynowany w diecezji strasburskiej w ramach Misji Zagranicznych w Paryżu (MEP). Jako diakon sprawował posługę w parafii pw. św. Franciszka Ksawerego w Paryżu, aby być blisko MEPu i kontynuować formację dostosowaną do misji. Święcenia kapłańskie przyjął 27 czerwca 1999 w katedrze Najświętszej Marii Panny w Strasburgu. We wrześniu 1999 roku, w celu doskonalenia języka angielskiego, został mianowany wikariuszem parafii Najświętszego Odkupiciela i św. Tomasza More w Chelsea, a następnie spędził trzy lata (1999–2001) na misji w parafii Świętej Rodziny, w archidiecezji singapurskiej, aby opanować język chiński i poznać lokalną kulturę.
Po zakończeniu działalności duszpasterskiej w Singapurze i Londynie i powrocie do Paryża starał się ustrukturyzować MEP, opierając się na zespołach współpracowników, składających się z ekspertów w dziedzinie prawa, komunikacji i zarządzania.
W lipcu 2004 roku Zgromadzenie Ogólne MEP zwróciło się do niego z prośbą o utworzenie Służby Animacji Duszpasterskiej i Kulturalnej w Paryżu. W latach 2004–2010 zorganizował przyjęcie katechetyczne. W lipcu 2010 roku został wybrany Wikariuszem Generalnym MEP na sześcioletnią kadencję. Od 12 lipca 2016 do 27 czerwca 2021 był Przełożonym Generalnym Towarzystwa Misji Zagranicznych w Paryżu. Jego stanowisko objął ks. Vincent Sénéchal.

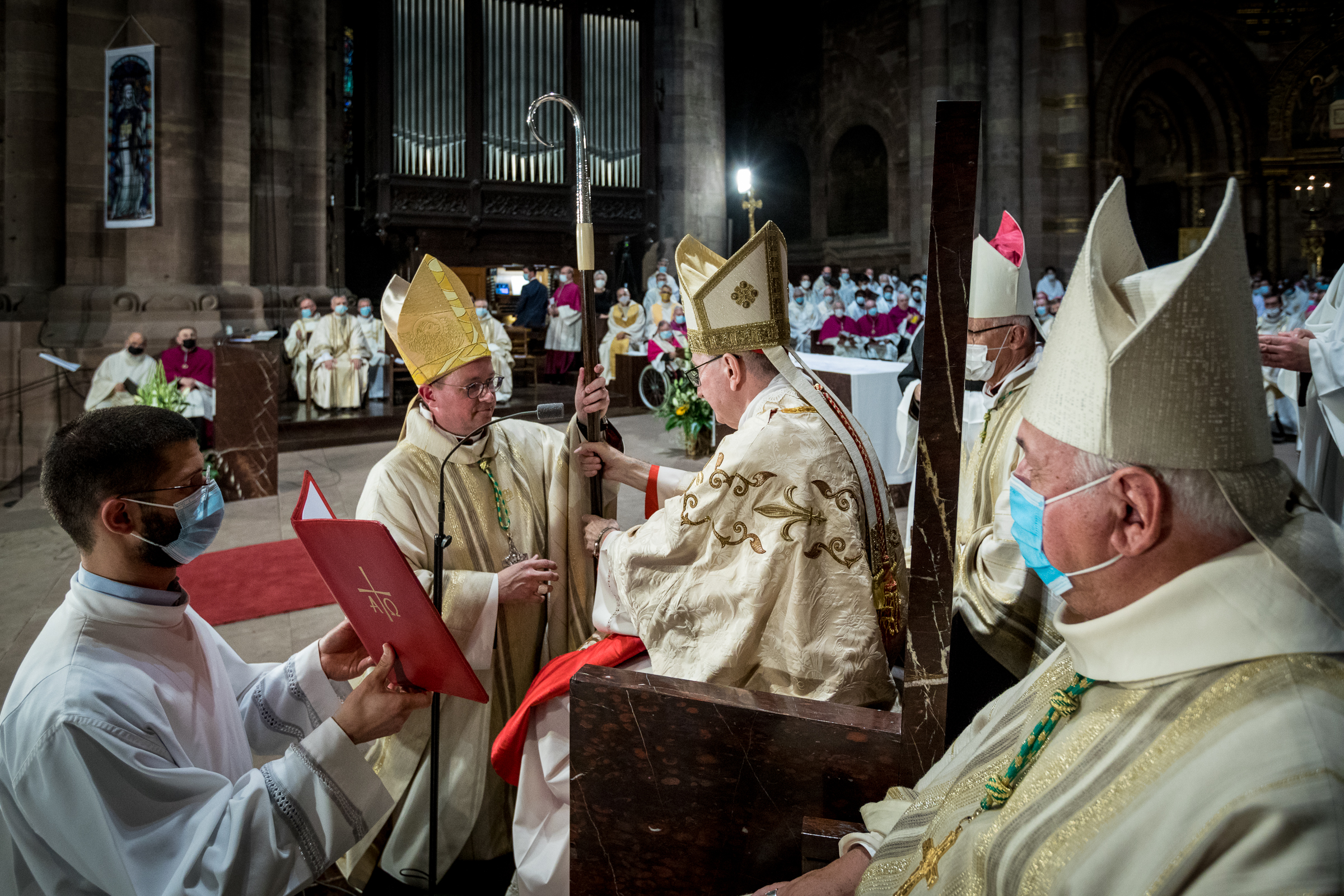
Święcenia biskupie Gillesa Reithingera, 4 lipca 2021.

26 czerwca 2021 papież Franciszek minował go biskupem pomocniczym archidiecezji Strasburga ze stolicą tytularną Saint-Papoul. Sakrę przyjął 4 lipca 2021 w katedrze NMP w Strasburgu z rąk kard. Pietro Parolina. Współkonsekratorami byli abp Luc Ravel oraz abp Jean-Marc Aveline. Jako motto wybrał Spes contra spem (Nadzieja przeciw wszelkiej nadziei - Rz 4,18).
14 lutego 2024 papież Franciszek przyjął jego rezygnację z urzędu biskupa pomocniczego archidiecezji Strasburga. 

## Publikacje

### Książki
- 2010: Vingt-trois saints pour l'Asie: les martyrs des missions étrangères de Paris, ISBN 978-2-85443-548-1
- 2013: L’Annonce de l’Evangile chez les Chin
- 2014: L'Asie face au pardon
- 2018: Saints pour la mission! les Missions étrangères en Asie, ISBN 978-2-85443-584-9
- 2021: Lettres à mes frères prêtres

### Prace zbiorowe
- 2007: Découvrir les martyrs d'Asie
- 2007: Les missions étrangères: trois siècles et demi d'histoire et d'aventure en Asie, ISBN 978-2-262-02571-7
- 2011: Femmes missionnaires en Asie
- 2013: Mission et cultures, ISBN 978-2-9525252-9-9
- 2013: Parce qu'ils y ont cru, on le voit! le Séminaire de Québec célèbre ses 350 ans, ISBN 978-2-7637-2103-3
- 2015: Faith and culture
- 2018: Rapprochement des cultures par les langues